# Ladislav Kuna
Ladislav Kuna (Hlohovec, 3 de abril de 1947 – 1 de fevereiro de 2012) foi um futebolista profissional eslovaco que atuava como meia.

## Carreira
Ladislav Kuna fez parte do elenco da Seleção Checoslovaca de Futebol, na Copa de 70.